# Васкрсење (ораторијум)
Ораторијум Стевана Христића, прво такво музичко дело у српској музици. Написан је 1912. године и изведен 3. маја исте године. Написан је на текст Драгутина Илића. Праизведбу је дириговао Станислав Бинички, а учествовали су Хор певачког друштва „Станковић“, Оркестар музике краљевске гарде, сопрана је певала Мирослава Бинички, а мушке гласове Турински, Предић и Војковић. 
Предвиђен је за симфонијски оркестар, мешовити хор и четири соло гласа (сопран, бас, баритон и тенор). Сачињен је из два посебна дела са насловима Весница са Гроба и Христос међу ученицима. Компонован је на комбинацији италијанске оперске традиције касног 19. века и руске националне опере, са елементима који су карактеристични за Христића и који ће се касније сретати у његовим другим делима. Уводни хор, Зора на Васкршње јутро, је касније дорадио и прерадио у посебну оркестарску нумеру, симфонијску поему „Поема зоре“, која се често изводила, за разлику од ораторијума.
Ликови у делу су:
| Христ            | баритон |
| Марија Магдалена | сопран  |
| Апостол Петар    | бас     |
| Апостол Тома     | тенор   |

Запажено извођење овог дела је било на осамдесету годишњицу праизвођења, 23. априла 1992. године у Коларчевој задужбини. Соло гласови су били: Радмила Смиљанић (сопран), Живан Сарамандић (бас), Никола Митић (баритон) и Карољ Колар (Károly Kolár) (тенор). Хором и симфонијским оркестром РТБ је дириговао маестро Бојан Суђић.

## Музички примери
Христос воскресе из мертвихⓘ